# Нумерій Фабій Бутеон
Нуме́рій Фа́бій Буте́он (лат. Numerius Fabius Buteo; близько 288 до н.е. — після 224 до н.е.) — політичний та військовий діяч Римської республіки, учасник Першої Пунічної війни, консул 247 року до н. е.

## Життєпис
Походив з патриціанського роду Фабіїв. Син Марка Фабія Бутеона. Про молоді роки немає відомостей. 
У 247 році до н. е. його обрано консулом разом з Луцієм Цецилієм Метеллом. У цей час точилася перша війна з Карфагеном. На чолі римського війська Нумерій Бутеон взяв в облогу одне з останніх карфагенських міст на Сицилії — Дрепанум. Захватом цієї важливої фортеці римляни намагалися завершити війну з Карфагеном. Під час облоги Бутеон розбив карфагенян й захопив острів Пелій поблизу Дрепанума, проте захопити саме місто не зміг.
У 224 році Луцій Цецилій Метелл, якого призначили диктатором, своєю чергою призначив Бутеона начальником кінноти. Останній мав допомагати Метеллу у проведенні коміцій. Про подальшу долю Нумерія Фабія Бутеона немає відомостей.